# Кедив
Кедив (перс. Khidiw — господар) јесте титула у турском царству, почасни назив за највише државне достојанственике. То је била службена тутула коју је Порта дала египатском намеснику Исмаил-паши 1867. године и коју су његови наследници Тафик-паша и Абаз II. Хилми носили до укидања турског суверенитета над Египтом 1914. године. Замењена је титулом султана 1914. када је Египат постао британски протекторат.